# ハーレム・ルネサンス

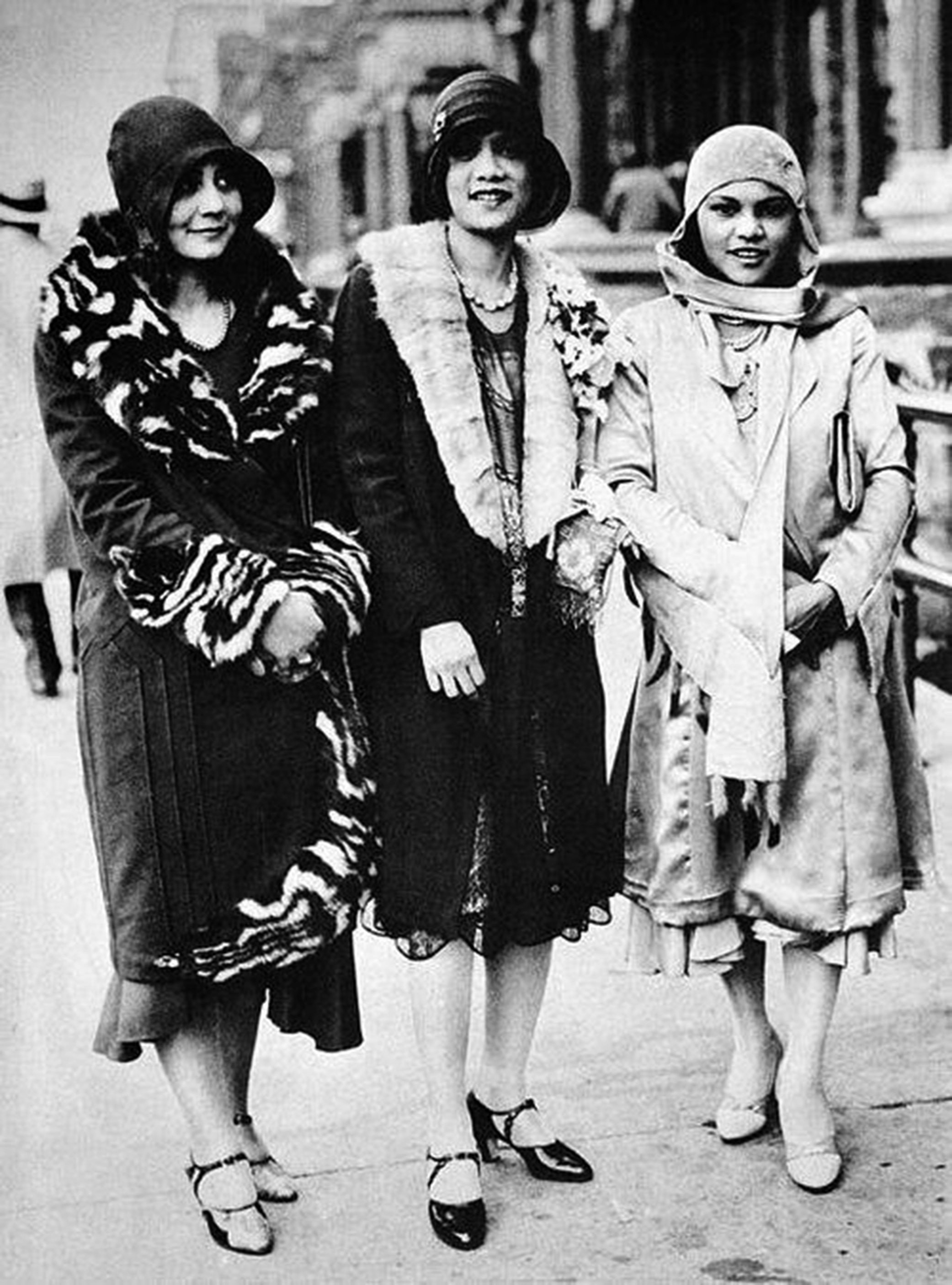
ハーレム・ルネサンス期のハーレムにいたアフリカ系アメリカ人女性たちの姿（1925年撮影）

ハーレム・ルネサンス（Harlem Renaissance）とは、アメリカ合衆国の特にニューヨーク市マンハッタン区ハーレムにおけるアフリカ系アメリカ人のアート、文学、音楽、文化、芸術の全盛期。1919年に始まり1930年代初期または中期まで続いたとされる。

## 概要
多くの作家の親や祖父母たちは、奴隷制・南北戦争後の混乱・ジム・クロウ法（人種隔離法）の中を生き抜いてきた世代であり、アメリカ南部の偏見に満ちた（人種）階層社会を抜け出して、すこしでもまともな暮らしを夢見て北部都市・中西部に移住してきた世代でもあった（カリブ海から移民してきた親たちもいた）。これら親や祖父母たちがハーレムに結集し生活することで濃縮された唯一無二な文化が生まれたが、子や孫である作家たちはそれら語り部や文化の体現者たちから受けた影響をそれぞれ作品に投影させていった。こうしてハーレムはアフリカ系アメリカ人の中心地として有名になり、同時に（白人をも魅了する）アメリカ合衆国全体の重要な文化発信地となった。
文字を習うことも違法であった親・祖父母の時代から脱却し、文学・音楽などにおいて「知性」を通して（New Negroとしての）人種的誇りをはっきりと掲げていることが特徴である。アメリカ合衆国人口の過半数以上を占める白人に広がっていたレイシズム（人種差別）に対する挑戦でもあったこれら新しい考え方は後の公民権運動に大いに影響を与えたと考えられる。さらに伝統的ブルースやジャズと、実験的であった詩やモダニズム文学などは、お互い影響しあいジャズ・ポエトリーなども生まれた。しかし同時に、ある特定の描き方（「黒人は出すぎない方がいい」、「白人にたて突くべきでない」など）しか好まない黒人の保守派知識人たちとの対立も生んだ。
ハーレム・ルネッサンス文化（中身自体はほぼアフリカ系アメリカ人によるものである）が、黒人にとって外世界であるアメリカ白人社会に浸透したのは白人の力による所が大きい。比較的リベラルな白人の（キリスト教に基づくと思われる）皮算用のない寛大さ・強者（白人）から弱者（黒人）への温情的な干渉（パターナリズム）・黒人に対する罪意識からくる援助などによって出版にこぎつけたり、または白人パトロン（出版人・アーティスト・金持ちなど）を持つ作家もいた。なお黒人に対して理解のあるこうした白人の他に、作家・アーティストたちを単に「一時的流行の資本」としかみなさず搾取的な（詐欺にも近い）契約を結ぶ白人実業家も少なくなかった。しかしブロードウェイの「ポギーとベス」や（白人リーダーのいる）ジャズバンドなどで、このような白人のレイシスト的態度を決して許さなかった白人たちもいる。
アフリカ系アメリカ人にとって芸術は自分の人間性と平等を認めさせる手段であったし、また多くの白人にとって新しい文化の波の到来は、自らの心に根ざす古い考えを改革・克服する新たな試練にもなった。

## パトロン
- カール・ヴァン・ヴェクテン

## 人物
- W・E・B・デュボイス - 指導者
- マーカス・ガーベイ - 指導者
- ラングストン・ヒューズ - 作家
- リチャード・ライト - 作家
- ルイ・アームストロング - ジャズミュージシャン
- デューク・エリントン - ジャズのピアノ奏者、オーケストラリーダー
- ベッシー・スミス - 歌手
- ファッツ・ウォーラー - ジャズピアニスト
- ジェリー・ロール・モートン - 作曲家
- ジョセフィン・ベーカー - ジャズ歌手
- ゾラ・ニール・ハーストン - 作家

## 劇場・クラブ
- アポロ・シアター
- コットン・クラブ